# Loretánská kaple v Jílovém
Zaniklá Loretánská kaple v Jílovém u Prahy se nacházela v později zrušeném klášteře na východní straně Masarykova náměstí, na nároží ulic Čs. armády a Pod Mincovnou, na místě domů čp. 18 – 22.

## Historie
Loretánská kaple je poprvé zmiňována v roce 1616, kdy její založení v Jílovém povolil pražský arcibiskup Jan Lohelius. Byla postavena současně s klášterem po roce 1623. Po zrušení kláštera měl domek vzniklý z Lorety, čp. 21.
Podle Kateřiny Dupalové, rozené Brandlové, zapsal Leopold Čihák: "Loreta bývala malý čtverhranný domeček. K domu č. 22 (tedy na sever) bývalo okno, druhé bylo na zad (na východ) do zahrady. Na zdech bývaly malby. Panna Maria ve velké podobě s Ježíškem na ruce; pak nějaká svatá a sv. Josef vousatý. Ve zdi bývaly dva kameny s nápisy, které přišly do kostela. Nad klenutím mívali jsme různé potřebnosti, též kurník; po klenutí jsme chodívali. Když střecha sešla a na klenutí pršelo, jednou po dešti klenutí spadlo. Vybrali jsme z něho cihly a aby nám tam nemohl nikdo vlézt, vyplnili jsme jimi okna. Pak malby opadávaly, až zašly."

### Klášter
Historie Santa Casy je spjata s historií minoritského kláštera a kostela Panny Marie Loretánské. V obci, kde převládalo luteránství, si vymohli jílovští měšťané, bratři Štěpán a Jiří Beníkovi z Petrsdorfu, povolení postavit katolický kostelík s klášterem. Nejdříve byly vybrány pozemky na okraji města, ty byly později prodány a zakoupeny nové na jihovýchodní straně náměstí. Několik domů na těchto pozemcích bylo poté přestavěno a začleněno do klášterního areálu, kam byli uvedeni minorité od svatého Jakuba v Praze.
Kostel Panny Marie byl od svého založení nazýván loretánským. Jednolodní kostel s půlkruhovým presbytářem byl postaven na místě starého rathauzu v letech 1623 – 1627. Vstup do něj byl z náměstí předsazenou věží, krytou cibulí. K jižní stěně kostela byl přistavěn nižší konvent a u severní stěny byla postavena loretánská kaple. Santa Casa měla též samostatný vstup z náměstí cestou podle kostelní zdi. Budovy kláštera byly s kostelem stavebně spojeny na jeho jižní straně.

### Zánik
Minoritský klášter a kostel byly při josefínských reformách roku 1784 zrušeny. Pozemky včetně staveb koupili za 940 zl. a 30 kr. čtyři měšťané. Josef Attl koupil část s budovami kláštera a kostela, později majetek rozdělil mezi své syny. Při stavebních úpravách byl u kostela odbourán presbytář a stavba byla upravena na obytný dům čp. 20. Na obytný dům byla přestavěna i Santa Casa a budova kláštera.
Když dal majitel domu č. 20 František Hausman v červenci 1927 otlouci omítku, byla pod ní objevena velká zazděná okna bývalého kostela, sklenutá obloukem. Dům č. 19 (bývalý klášter) si ve vnitřní části dlouho zachoval původní rozdělení a chodby. Část jeho půdy bývala oratoří kostela, komín, který půdou procházel, byl omalován "jakoby tvořil sloup". Zvenku směrem k náměstí byla část stavby přestavěna na malý obchod. Dům č. 20 (bývalý kostel) si směrem k náměstí částečně zachoval původní vzhled. Severní loď byla přestavěna s dodržením původního rozměru kostela, z jižní lodi se stal průjezd do dvora. Malá nika pro sošku nad průjezdem byla vytvořena z původního okna. Kostelní věž a kryt byly sneseny a upraveny.

### Dochovalo se
Z kostela Panny Marie se dochoval barokní oltář se svatým Václavem, přenesený do kostela svatého Vojtěcha v Jílovém, a dřevěná soška Panny Marie Loretánské z roku 1734, původně umístěná v nice nad vjezdem do areálu kláštera a později přenesená do městského muzea. Tam bylo umístěno také několik malovaných záklopových prken z kláštera a některé dochované stavební části. V muzeu je též vystavena kresba pravděpodobného vzhledu kláštera s kostelem a loretánskou kaplí, kterou podle Leopolda Čiháka kreslil František Hausman. Poslední připomínkou staveb je na domě s původním čp. 20 výklenek pro dřevěnou sošku Panny Marie Loretánské nad vjezdem, spodní část předsazené kostelní věže (uprostřed čelní zdi do ulice) a poslední zbytky podpěr v zadním traktu budov. Oválná deska, 32 cm vysoká, se znakem uprostřed a nápisem: „Stephanvs Benik Incepit Georgius Perfecis IHS“, původně umístěná na fasádě domu čp. 19, se ztratila pravděpodobně při jeho přestavbě.